# Pampas XV
Pampas es una franquicia profesional argentina que compite en el Super Rugby Américas, un torneo profesional que agrupa a equipos de América.
Actualmente compite en el Super Rugby Americas, máxima competición de continente americano. La misma depende de UAR y su base deportiva está en la Ciudad Autónoma de Buenos Aires y otros puntos de su área metropolitana, en Argentina.

## Historia
Anteriormente compitió internacionalmente desde 2010 hasta 2013, en la Vodacom Cup, torneo de Sudáfrica, siendo campeón de ese certamen en 2011. Luego disputó la Pacific Rugby Cup de 2014 a 2015, triunfando de manera invicta en ambas oportunidades.
En 2023 se unió al Super Rugby Americas perdiendo esa edición en semifinales frente a Dogos XV.
En la 2.ª edición sería finalista y perdería 23 - 37 nuevamente ante Dogos XV en Buenos Aires.

## Plantel actual
- Para el Super Rugby Américas 2025[4]

| Nac.                 | Pos. | Jugador                      | Edad    | Procedencia                        | Procedencia                    | Ref.  |
| Nac.                 | Pos. | Jugador                      | Edad    | Equipo                             | Competición                    | Ref.  |
| -------------------- | ---- | ---------------------------- | ------- | ---------------------------------- | ------------------------------ | ----- |
| Bandera de Argentina | PIL  | Javier Corvalán              | 28 años | Asociación Deportiva Francesa      | Unión de Rugby de Buenos Aires | [ 4 ] |
| Bandera de Argentina | PIL  | Miguel Angel Prince          |         | Club Newman                        | Unión de Rugby de Buenos Aires | [ 4 ] |
| Bandera de Argentina | PIL  | Matias Medrano               | 21 años | Club Regatas de Bella Vista        | Unión de Rugby de Buenos Aires | [ 4 ] |
| Bandera de Argentina | PIL  | Bautista Bosch               |         |                                    |                                | [ 4 ] |
| Bandera de Argentina | PIL  | Facundo Nigro                |         |                                    |                                | [ 4 ] |
| Bandera de Argentina | PIL  | Tomás Rapetti                |         | Asociación Alumni                  | Unión de Rugby de Buenos Aires | [ 4 ] |
| Bandera de Argentina | HKR  | Ignacio Bottazzini           |         | San Isidro Club                    | Unión de Rugby de Buenos Aires | [ 4 ] |
| Bandera de Argentina | HKR  | Ramiro Gurovich              | 25 años | Club Atlético Estudiantes (Paraná) | Torneo Regional del Litoral    | [ 4 ] |
| Bandera de Argentina | HKR  | Francisco Lusarreta          |         |                                    |                                | [ 4 ] |
| Bandera de Argentina | SEG  | Manuel Bernstein             | 25 años | CRAI                               | Torneo regional del Litoral    | [ 4 ] |
| Bandera de Argentina | SEG  | Franco Carrera               |         | Cobras Brasil XV                   | Super Rugby Américas 2024      | [ 4 ] |
| Bandera de Argentina | SEG  | Marcelo Toledo               | 23 años | Club Regatas de Bella Vista        | Unión de Rugby de Buenos Aires | [ 4 ] |
| Bandera de Argentina | SEG  | Federico Lavanini            | 23 años | Hindú Club                         | Unión de Rugby de Buenos Aires | [ 4 ] |
| Bandera de Argentina | SEG  | Leo Mazzini                  |         |                                    |                                | [ 4 ] |
| Bandera de Argentina | ALA  | Juan Pedro Bernasconi        |         | La Plata Rugby Club                | Unión de Rugby de Buenos Aires | [ 4 ] |
| Bandera de Argentina | ALA  | Nicolás D'amorím             | 24 años | Hindú Club                         | Unión de Rugby de Buenos Aires | [ 4 ] |
| Bandera de Argentina | ALA  | Juan Penoucos                |         |                                    | Unión de Rugby de Buenos Aires | [ 4 ] |
| Bandera de Argentina | OCT  | Juan Pérez Rachel            |         | Yacare XV                          | Super Rugby Américas 2024      | [ 4 ] |
| Bandera de Argentina | ALA  | Joaquín Moro                 | 24 años | Belgrano Athletic Club             | Unión de Rugby de Buenos Aires | [ 4 ] |
| Bandera de Argentina | MME  | Mateo Albanese               | 22 años | San Isidro Club                    | Unión de Rugby de Buenos Aires | [ 4 ] |
| Bandera de Argentina | MME  | Eliseo Morales               | 27 años | Universitario Rugby Club (Salta)   | Torneo Regional del NOA        | [ 4 ] |
| Bandera de Argentina | MME  | Ignacio Inchauspe            | 27 años | Olivos Rugby Club                  | Unión de Rugby de Buenos Aires | [ 4 ] |
| Bandera de Argentina | APE  | Estanislao Renthel           | 24 años | Asociación Deportiva Francesa      | Unión de Rugby de Buenos Aires | [ 4 ] |
| Bandera de Argentina | CEN  | Jerónimo Solveyra            |         |                                    | Unión de Rugby de Buenos Aires | [ 4 ] |
| Bandera de Argentina | CEN  | Juan Pablo Castro            | 26 años | San Juan Rugby Club                | Unión de Rugby de Buenos Aires | [ 4 ] |
| Bandera de Argentina | CEN  | Bruno Heit                   |         | Club Atlético Estudiantes (Paraná) | Unión Entrerriana de Rugby     | [ 4 ] |
| Bandera de Argentina | CEN  | Justo Piccardo               | 23 años | San Isidro Club                    | Unión de Rugby de Buenos Aires | [ 4 ] |
| Bandera de Argentina | W/A  | Jerónimo Ulloa               | 24 años | Club Newman                        | Unión de Rugby de Buenos Aires | [ 4 ] |
| Bandera de Argentina | W/A  | Alfonso Latorre              |         |                                    | Unión de Rugby de Buenos Aires | [ 4 ] |
| Bandera de Argentina | W/A  | Santiago Pernas              |         | Asociación Alumni                  | Unión de Rugby de Buenos Aires | [ 4 ] |
| Bandera de Argentina | F/Z  | Francisco González Capdevila |         |                                    | Unión de Rugby de Buenos Aires | [ 4 ] |
| Bandera de Argentina | F/Z  | Francisco Quinn              |         | American Raptors                   | Super Rugby Américas 2024      | [ 4 ] |

## Palmarés
- Vodacom Cup (1): 2011[5]
- Pacific Rugby Cup (2): 2014,[6] 2015[7]
- Subcampeón Super Rugby Américas 2024

## Participación en copas
| - Super Rugby Americas 2023: Semifinalista - Super Rugby Américas 2024: Subcampeón - Super Rugby Américas 2025: Semifinalista - Vodacom Cup 2010: 5.ª en el grupo - Vodacom Cup 2011: Campeón invicto. - Vodacom Cup 2012: Cuartofinalista - Vodacom Cup 2013: Cuartofinalista | - Pacific Rugby Cup 2014: Campeón invicto - Pacific Challenge 2015: Campeón invicto |